# Erwin Preuschen
Erwin Friedrich Ferdinand Wilhelm Preuschen (* 8. Januar 1867 in Lißberg; † 25. Mai 1920 in Hausen bei Gießen) war ein deutscher evangelischer Theologe vor allem für die Fachgebiete Neues Testament und Kirchengeschichte.

## Leben
Erwin Preuschen wurde als Pfarrerssohn geboren, legte in Gießen sein Abitur ab und studierte dort von 1886 bis 1889 Theologie und besuchte anschließend das Predigerseminar in Friedberg. Nach der kirchlichen Prüfung wurde er wissenschaftliche Hilfskraft bei Adolf von Harnack. Er promovierte 1894 an der philosophischen Fakultät und versah zwischen 1894 und 1897 verschiedene Pfarrstellen in Hessen, zuletzt als Pfarrer an der Darmstädter Hofkirche. 1897 bis 1908 war er Religionslehrer am Ludwig-Georgs-Gymnasium in Darmstadt. 1904 erhielt er die Ehrendoktorwürde der Theologischen Fakultät in Gießen. Von 1908 bis 1918 war er Pfarrer in Hirschhorn am Neckar, ab 1914 war er außerdem  als Lehrstuhlvertretung an der Universität Heidelberg tätig. 1918 wurde er zum außerordentlichen Professor für Territorialkirchengeschichte in Gießen berufen. Eine vorgesehene Berufung zum Ordinarius für Neues Testament in Gießen kam nicht mehr zustande, da Erwin Preuschen am 25. Mai 1920 plötzlich an einem Magenleiden verstarb.
Der Agrarwissenschaftler Gerhardt Preuschen war sein Sohn.

## Bedeutung für die Theologie
Das von Erwin Preuschen herausgegebene Griechisch-deutsche Taschenwörterbuch zum Neuen Testament wird bis heute als Standardwerk genutzt.
Erwin Preuschen begründete die ebenfalls bis heute erscheinende Zeitschrift für Neutestamentliche Wissenschaft und war ihr erster Herausgeber.
In seinen Büchern und vor allem in zahlreichen Aufsätzen befasste sich Preuschen mit dem Text und mit dem Kanon des Neuen Testaments, mit den Apokryphen zum Neuen Testament sowie der Gnosis, mit der Geschichte der Alten Kirche (u. a. mit Euseb, Tertullian und Origenes) und mit der hessischen Territorialkirchengeschichte.   

## Schriften (Auswahl)
- Analecta Kürzere Texte zur Geschichte der alten Kirche und des Kanons, Mohr, Freiburg i. Br. und Leipzig 1893.
- Mönchtum und Sarapiskult: Eine religionsgeschichtliche Abhandlung, 2. Aufl. Ricker´sche Giessen 1903.
- Vollständiges griechisch-deutsches Handwörterbuch zu den Schriften des Neuen Testaments und der übrigen urchristlichen Literatur, Töpelmann, Giessen 1910.
- Tatians Diatessaron aus dem Arabischen übersetzt mit einer einleitenden Abhandlung und textkritischen Anmerkungen hrsg. von August Pott. Winters, Heidelberg 1926.